# Sinagoga Medieval de la Misericordia
La sinagoga medieval de la Misericordia fue un templo judío descubierto en la calle Niño Perdido del municipio sevillano de Utrera (España). Construido al estilo mudéjar, es la única sinagoga existente en la provincia de Sevilla y la segunda sinagoga existente en Andalucía después de la sinagoga de Córdoba en Córdoba.
El 7 de febrero de 2023, fueron hallados en el antiguo hospital de la Misericordia los restos de dicha sinagoga debido a las obras iniciadas por el Ayuntamiento de Utrera desde 2021. Su restauración incluirá también su uso como museo antes de junio de 2023.

## Historia
Fue construida en el siglo XIV y fue usada como sinagoga hasta la promulgación del Edicto de Granada que decretaba la expulsión de los judíos de España en 1492, cuando fue convertida en la iglesia del hospital de la Misericordia, un centro pensado para acoger a los niños expósitos. El historiador Rodrigo Caro escribió en sus obras en 1604 que la iglesia había sido construida sobre una antigua sinagoga. Los cristianos respetaron la arquitectura hasta el siglo XVII, cuando se elevó la techumbre y se añadieron dos naves laterales a la sala de oración, mientras que las pinturas murales actualmente conservadas pertenecen al siglo XVIII. El altar mayor estaba presidido por una imagen de la Virgen de la Paz y diversas hermandades lo utilizaron como sede, destacando la del Amparo, que procesionaba durante el Viernes Santo.
Tras la desamortización española, el edificio continuó utilizándose como casa cuna, aunque con carácter civil. El Estado lo vendió más tarde al político del Partido Liberal Enrique de la Cuadra, quien lo vendió a su vez a la familia Gutiérrez, sus últimos propietarios, que lo cedieron en numerosas ocasiones al Ayuntamiento de Utrera, siendo utilizado como colegio de párvulos y, en 1969, como Museo de los Álvarez Quintero. A partir de las décadas de 1970 y 1980 se usó para celebración de guateques, y más tarde, como restaurante, pub y discoteca, donde actuaron personalidades como Camarón de la Isla o Alba Molina. Este uso cultural permitió que fuera el germen del Carnaval de Utrera.
Finalmente, el Ayuntamiento adquirió el inmueble en 2018 por un importe de 460.000 euros. Las primeras excavaciones comenzaron el 18 de noviembre de 2021 a manos del arqueólogo Miguel Ángel de Dios Pérez y el arquitecto Antonio Jaramillo. Se espera que la antigua sinagoga abra al público en verano de 2023, a la vez que continúan las excavaciones arqueológicas.